# John Lyell Sanders
John Lyell Sanders, Jr. (* 11. September 1924 in Highland, Wisconsin; † 7. Oktober 1998 in Sudbury, Massachusetts) war ein US-amerikanischer Maschinenbau- und Luftfahrtingenieur an der Harvard University. Er ist vor allem für seine mathematisch fundierten Arbeiten zur Mechanik von Flugkörpern bekannt, darunter besonders zur Theorie des nicht-linearen Verhaltens von Schalen.

## Leben
Sanders erwarb 1945 an der Purdue University einen Abschluss in Aeronautical Engineering (Luftfahrttechnik) und wurde am folgenden Tage einberufen. Er diente zwei Jahre in einer Einheit für Kryptographie der U.S. Army. Er erwarb anschließend am Massachusetts Institute of Technology einen Master mit einer Arbeit zur Theorie gewundener Schalen und 1954 bei Daniel Charles Drucker an der Brown University einen Ph.D., Titel seiner Dissertation war Plastic Stress-Strain Relations Based On Infinitely Many Plane Loading Surfaces. In der Arbeit ging es um die irreversible Verformung von Metallen unter Überlastung.
Von 1954 bis 1958 arbeitete Sanders für das National Advisory Committee for Aeronautics, die Vorgängerorganisation der NASA. Auch hier befasste er sich mit der Hülle von Flugzeugrümpfen und Raketen. 1958 erhielt er einen Ruf an die Harvard University, wo er vor allem mit Bernard Budiansky und George Carrier zusammenarbeitete. Zu der Gruppe sich gegenseitig befruchtender mathematisch orientierter Ingenieurwissenschaftler (im weitesten Sinne) gehörten noch Fred Abernathy, Howard Emmons, Sydney Goldstein, Max Krook und Richard Kronauer.
1971 wurde Sanders in die American Academy of Arts and Sciences gewählt.
John Lyell Sanders war mit Mary Jane Wade verheiratet. Das Paar hatte drei Kinder.